# Gewog di Bjacho
Il gewog di Bjacho è uno degli undici raggruppamenti di villaggi del distretto di Chukha, nella regione Occidentale, in Bhutan.